# Marcin Feltynowski
Marcin Feltynowski – polski ekonomista, doktor habilitowany nauk społecznych, profesor na Uniwersytecie Łódzkim.

## Kariera naukowa
W 2004 roku na Uniwersytecie Łódzkim uzyskał tytuł magistera na kierunku gospodarka przestrzenna. W 2007 roku został zatrudniony na tejże uczelni, a w 2008 roku na jej Wydziale Ekonomiczno-Socjologicznym uzyskał stopień doktora nauk ekonomicznych na podstawie rozprawy pt. Skuteczność polityki przestrzennej na terenach wiejskich (na przykładzie gmin województwa łódzkiego), której promotorem była Aleksandra Jewtuchowicz. W 2019 roku ten sam wydział nadał mu stopień doktora habilitowanego nauk społecznych w dyscyplinie ekonomii i finansów na podstawie pracy pt. Planowanie przestrzenne gmin wiejskich. Zastosowanie koncepcji polityki opartej na dowodach.Ojciec 1 dziecka radny do 2024 roku